# Großsteingrab Jeeben
Das Großsteingrab Jeeben war eine mögliche megalithische Grabanlage der jungsteinzeitlichen Tiefstichkeramikkultur bei Jeeben, einem Ortsteil von Beetzendorf im Altmarkkreis Salzwedel, Sachsen-Anhalt. Es wurde wohl spätestens im 19. Jahrhundert zerstört. Eine Beschreibung der Anlage liegt nicht vor, ihre mögliche Existenz ist nur durch die Bezeichnung „Kellerkuhlen“ auf einem historischen Messtischblatt belegt.